# 上浦パーキングエリア
上浦パーキングエリア（かみうらパーキングエリア）は、愛媛県今治市上浦町瀬戸にある西瀬戸自動車道のパーキングエリアである。
下り線（今治方面）にのみ存在する。
バス停留所（上浦BS）併設。上り線（尾道方面）にはバス停留所のみが設置されている。

## 施設

### 下り線（今治方面）
- 駐車場
  - 小型：11台
  - 身障者：1台
- トイレ
  - 男：大1、小2
  - 女：2
  - 身障者用：1
- 自動販売機

## バス停留所
上浦バスストップ（かみうらバスストップ）は、愛媛県今治市上浦町瀬戸の西瀬戸自動車道上のバス停留所である。上り線（尾道方面）は単独で設置、下り線（今治方面）に上浦パーキングエリアに併設されている。

### 乗降ともに可能
- （特急）松山 - 今治 - 大三島線（瀬戸内運輸）
  - 大三島 - 今治 - 松山
- （急行）今治 - 大三島線（瀬戸内海交通）
  - 大三島 - 今治

### 上り線乗車・下り線降車
- しまなみライナー（広交観光・瀬戸内運輸・瀬戸内しまなみリーディング）
  - 広島 - 今治
- しまなみライナー（中国バス・鞆鉄道・瀬戸内運輸・瀬戸内しまなみリーディング）
  - 福山 - 今治

### バス停へのアクセス
- 瀬戸内海交通 宮浦港 - 瀬戸 - 出走線 宮前バス停（国道317号）

## 隣
西瀬戸自動車道
(8)大三島IC/BS - 上浦PA/BS（PAは下り線のみ） - (9)伯方島IC/BS